# Молдовський лей
Молдовський лей (рум. Leu moldovenesc) — офіційна валюта Молдови, поділяється на 100 бані (ban, множина: bani). Лей було введено в 1993 році на заміну молдовському купонові. Центральний банк — Національний банк Молдови. В обігу перебувають монети номіналом  5, 10, 25 та 50 бані та 1, 2, 5, 10 леїв і банкноти 1, 5, 10, 20, 50, 100, 200, 500 та 1000 леїв.

## Етимологія
Головну роль на внутрішньому і зовнішньому ринках Молдовського князівства відігравали чужоземні срібні та золоті монети: дукати, флорини, злоті тощо. У XVII столітті на Балкани та в Молдову проникла нідерландська монета «leeuwendaalder», на якій було зображено лева. Мешканці Молдови називали ці монети леями. У 1867 році цю назву отримала румунська валюта, а після розпаду СРСР і грошова одиниця Молдови. Болгарський лев має таку ж етимологію.

## Історія
У 1918—1940 і 1941—1944 роках, коли Молдова була частиною Румунського королівства, в обігу перебували румунські леї. В 1940—1941 і 1944—1991 в Молдавській РСР, як і в решті СРСР, в обігу був карбованець СРСР. Після розпаду СРСР, 10 червня 1992 року Національним банком Молдови, на період посткомуністичної нестабільності, були запровадженні тимчасові купони. Сучасний лей був введений 29 листопада 1993 року за курсом 1 лей = 1000 купонів.
У невизнаній Придністровській Молдавській Республіці з серпня 1994 був введений придністровський рубль. Валюта не приймається в Молдові або будь-якій іншій країні.

## Монети
З 1993 року в обігу перебували алюмінієві монети номіналами 1, 5, 10 , 25 бані та 50 бані. У 1997 Національний банк Молдови став випускати стальну монету покриту латунню  жовтого кольору номіналом 50 бані, а алюмінієву  було вилучено .У 2018—2019 роках в обіг надійшли монети в 1, 2, 5 та 10 лей, які покликані замінити монети відповідних номіналів в 1 лей 1992 року ,та 5 лей 1993 року. Станом на 2019 рік, через знецінення, майже не зустрічається  в обігу монета в 1 бань. Надалі її було вилучено з обігу як і 50 бані з алюмінію. Крім розмінних монет, з 1996 року, Національним банком Молдови нерегулярно випускаються різноманітні пам'ятні монети, приуроченні до історичних річниць та поточних подій (див. Пам'ятні монети Молдови).
| 1 | 5 | 10 | 25 | 50 |
| - | - | -- | -- | -- |
|   |   |    |    |    |

| 1 | 2 | 5 | 10 |
| - | - | - | -- |
|   |   |   |    |

## Банкноти
Перша серія молдовських банкнот була випущена в листопаді 1993 і включала лише номінали в 1, 5 та 10 лей. На аверсі усіх молдовських банкнот поточної другої серії (як і першої) зображений господар Молдовського князівства (1457—1504 роки) Штефан III Великий, на реверсі — найвідоміші історичні та сучасні будівлі Молдови.
| Банкноти Національного банку Молдови (друга серія) | Банкноти Національного банку Молдови (друга серія) | Банкноти Національного банку Молдови (друга серія) | Банкноти Національного банку Молдови (друга серія) | Банкноти Національного банку Молдови (друга серія) | Банкноти Національного банку Молдови (друга серія) | Банкноти Національного банку Молдови (друга серія) | Банкноти Національного банку Молдови (друга серія) | Банкноти Національного банку Молдови (друга серія) | Банкноти Національного банку Молдови (друга серія) |
| Зображення                                         | Зображення                                         | Номінал                                            | Розмір (мм)                                        | Колір                                              | Малюнки                                            | Малюнки                                            | Малюнки                                            | Дати                                               | Дати                                               |
| Аверс                                              | Реверс                                             | Номінал                                            | Розмір (мм)                                        | Колір                                              | Аверс                                              | Реверс                                             | Водяні знаки                                       | Перший випуск                                      | Друк                                               |
| -------------------------------------------------- | -------------------------------------------------- | -------------------------------------------------- | -------------------------------------------------- | -------------------------------------------------- | -------------------------------------------------- | -------------------------------------------------- | -------------------------------------------------- | -------------------------------------------------- | -------------------------------------------------- |
|                                                    |                                                    | 1 лей                                              | 114 × 58                                           | Жовтий                                             | Портрет Штефана III                                | Кепріанський Успенський монастир                   | Портрет Штефана III                                | 1994                                               | Травень 1994                                       |
|                                                    |                                                    | 5 леїв                                             | 114 × 58                                           | Блакитний                                          | Портрет Штефана III                                | Церква святого Думитру із Орхей                    | Портрет Штефана III                                | 1994                                               | Квітень 1994                                       |
|                                                    |                                                    | 10 леїв                                            | 121 × 61                                           | Червоний                                           | Портрет Штефана III                                | Монастир Хиржаука                                  | Портрет Штефана III                                | 1994                                               | Травень 1994                                       |
|                                                    |                                                    | 20 леїв                                            | 121 × 61                                           | Лимонний                                           | Портрет Штефана III                                | Сороцька фортеця                                   | Портрет Штефана III                                | 1992                                               | Листопад 1993                                      |
|                                                    |                                                    | 50 леїв                                            | 121 × 61                                           | Рожевий                                            | Портрет Штефана III                                | Монастир Хирбовець                                 | Портрет Штефана III                                | 1992                                               | Травень 1994                                       |
|                                                    |                                                    | 100 леїв                                           | 121 × 61                                           | Помаранчевий                                       | Портрет Штефана III                                | Бендерська фортеця                                 | Портрет Штефана III                                | 1992                                               | Вересень 1995                                      |
|                                                    |                                                    | 200 леїв                                           | 133 × 66                                           | Рожево-жовтий                                      | Портрет Штефана III                                | Будівля Кишинівської мерії                         | Портрет Штефана III                                | 1992                                               | Вересень 1995                                      |
|                                                    |                                                    | 500 леїв                                           | 133 × 66                                           | Помаранчево-зелений                                | Портрет Штефана III                                | Кишинівський кафедральний собор                    | Портрет Штефана III                                | 1992                                               | Грудень 1999                                       |
|                                                    |                                                    | 1000 леїв                                          | 133 × 66                                           | Фіолетовий                                         | Портрет Штефана III                                | Президенський палац в Кишиневі                     | Портрет Штефана III                                | 1992                                               | Жовтень 2003                                       |

## Валютний курс
Національний банк Молдови використовує пливучий режим валютного курсу. Станом на 27 травня 2025, курс молдовського лея (за даними НБУ, ЄЦБ та МВФ) становить 0,4161 лея за 1 гривню (2,403 гривні за 1 лей), 19,68 леї за 1 євро та 17,33 лей за 1 долар США.